# Friezen
Friezen (mannelijk enkelvoud: Fries, vrouwelijk enkelvoud: Friezin of Friese) zijn de inwoners van de Nederlandse provincie Friesland of daaruit afkomstig, die zichzelf in meer of mindere mate beschouwen als onderdeel van een grotere Friestalige gemeenschap.
Dit artikel richt zich hoofdzakelijk op het ontstaan, de taal, de cultuur en identiteit van deze laatste groep, voor de andere mogelijke betekenissen van het woord Friezen, waaronder de Saterfriezen, Oost-Friezen en Noord-Friezen, zie Friezen (doorverwijspagina).

## Etymologie
Er is veel onzekerheid over de etymologie van de naam 'Friezen', die is terug te voeren op de oude stamnaam Frisii.

## Geschiedenis

### Vroege kustbewoners en Oude Friezen

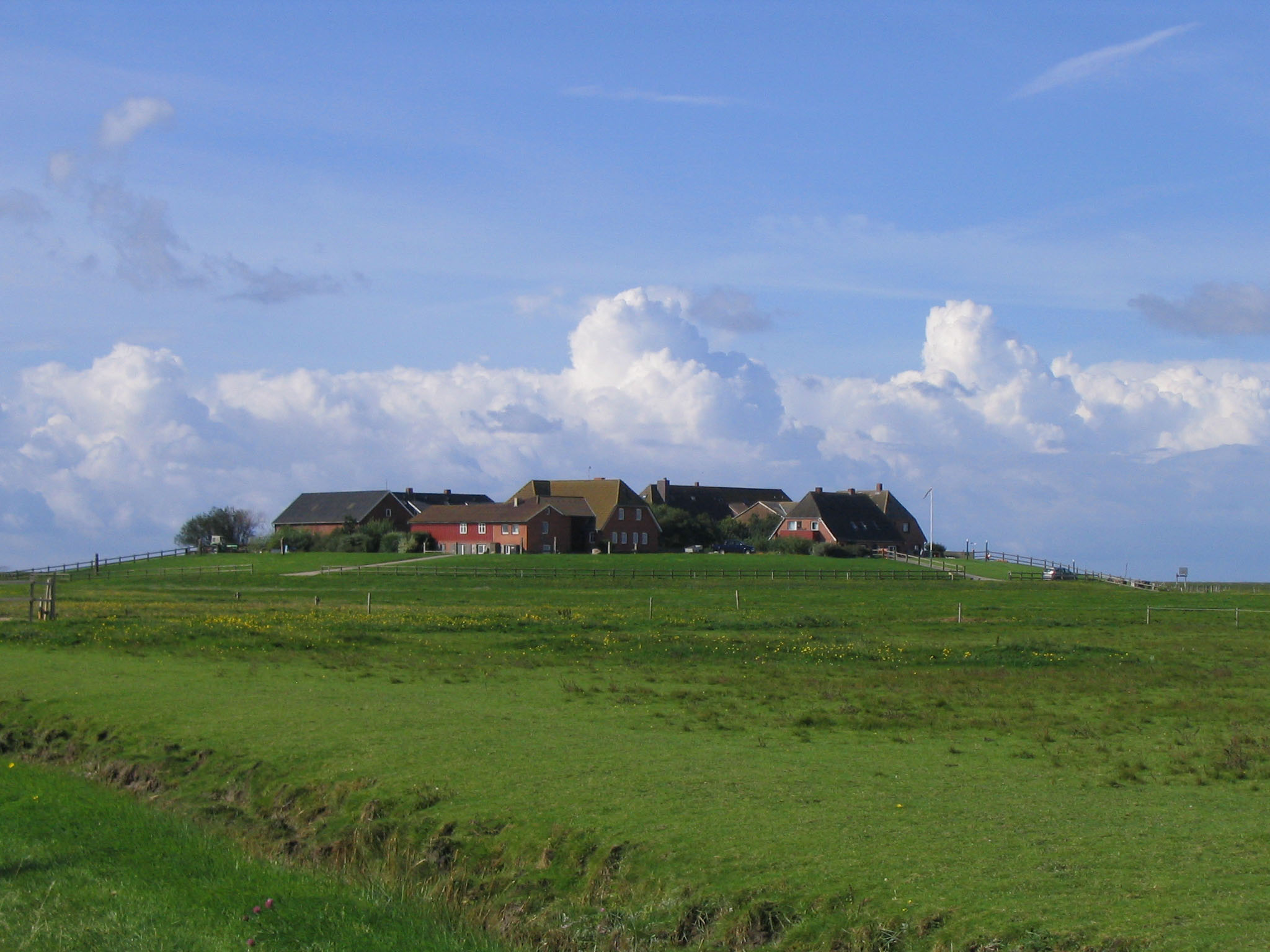
Een buitendijkse terp op Hooge, Noord-Friesland

In de 6e of 7e eeuw v. Chr. werden de kwelders van het noordelijke kustgebied gekoloniseerd door landbouwers uit het achterland, waarschijnlijk uit het naburige Drenthe. De nieuwe bewoners namen namelijk een type aardewerk mee dat vooral bekend is van de Drentse zandgronden. Omdat soortgelijk aardewerk ook is aangetroffen in het Noord-Duitse kustgebied nam men eerder wel aan dat de eerste bewoners daar vandaan kwamen. De Frisii spraken vermoedelijk een Proto-Germaanse taal, maar er zijn ook naamkundige aanwijzingen voor een ouder substraat, dat erop lijkt te wijzen dat de bewoners de Nederlandse kuststreek oorspronkelijk mogelijk een Keltische taal spraken.
Typisch voor de Friese kuststreek is het opwerpen van terpen, vluchtheuvels waarop de kustbewoners zich veilig konden terugtrekken. Al in de vroege ijzertijd (± 600 vChr) trokken kolonisten van het Hollandse strandwallengebied de achterliggende drassige veengebieden in. Het zogenoemde streepbandaardewerk van de kustbewoners kwam in de 1e eeuw na Christus ook elders langs de Hollandse en Vlaamse kust en in het centrale rivierengebied voor. Ook in de nederzettingen van de Cananefaten in Zuid-Holland is veel streepbandaardewerk gevonden, Vermoedelijk vestigden zij zich, wellicht mede onder druk van de Romeinen, in een gebied waar eerder de Frisii woonden.
De eerste schriftelijke bronnen die beschrijvingen geven van Friesland en zijn bewoners dateren uit de 1e eeuw na Christus. Vier Romeinse auteurs verwijzen in hun overgeleverde werk naar volkeren die in de literatuur traditioneel vertaald worden met ‘Friezen’. Dit betreft: Plinius de Oudere, Tacitus, Cassius Dio en Claudius Ptolemaeus. In alle gevallen is de omvang van de teksten die aan deze stammen gewijd worden zeer beperkt en soms ook tegenstrijdig. Daarnaast komen de termen Frisiavi, Frisiavones, Frigonum, Frisius, Frisii voor op diverse inscripties uit de twee en derde eeuw. Het lijkt waarschijnlijk, dat het twee aparte stammen betrof; waarbij de Frisiavones meer geromaniseerd lijken te zijn geweest dan de Frisii. Hoewel de stamnamen van de Frisii en Frisiavones beide traditioneel vertaald worden met ‘Friezen’ is het onwaarschijnlijk dat er sprake was van continuïteit tussen deze oudere groepen en de 'Nieuwe Friezen’ uit de vroege middeleeuwen.

### Volksverhuizingen en Nieuwe Friezen

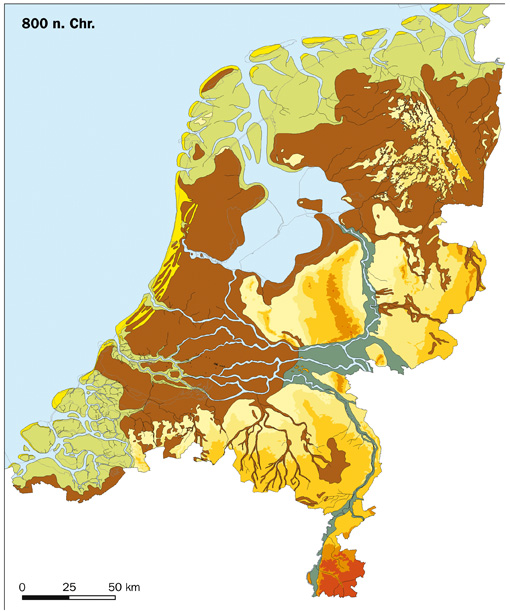
Het Nederlandse landschap omstreeks 800n.Chr.

Naar huidige inzichten stammen de tegenwoordige Friezen niet af van de Frisii van Tacitus, maar van landverhuizers uit de 5e en 6e eeuw die de kust van Nederland en Duitsland koloniseerden. Tussen de laatst bekende verwijzing naar de Frisii en Frisiavones uit de Oudheid en de eerste vermelding in de vroege middeleeuwen zit een periode van mogelijk drie eeuwen. De archeologisch aangetoonde ontvolking van Friesland begon al in de tweede helft van de derde eeuw en wordt soms als een aanwijzing gezien voor een emigratiegolf, die binnen de jurisdictie van het Romeinse Rijk zou hebben plaatsgevonden. Hierbij is het onbekend of de Frisii simpelweg het aangrenzend gebied achter de Romeinse limes als woongebied werd toegewezen, of dat er sprake was van emigratie naar verder gelegen streken, bijvoorbeeld naar Vlaanderen of het huidige Verenigd Koninkrijk. Zo stelt de Byzantijnse geschiedschrijver Procopius dat de Phrissones naast de Britten (Brittones) en de Angelen (Angiloi) een van de drie stammen vormden die Brittannië bewoonden. Plaatsnamen als Friston en Freeston zouden eveneens herinneren aan de invloed van de Frisii of Frisiavones in Engeland.
Er is nauwelijks bewijs voor continuïteit in de bewoningsgeschiedenis van het noorden van Nederland, zeker niet in Friesland. In 1927 en 1951 stelde Pieter Boeles in zijn boek Friesland tot de elfde eeuw dat alle bewijzen voor een aaneensluitende bewoningsgeschiedenis op de Friese terpen ontbreken. Hij wees op parallellen tussen de Friese en Angelsaksische cultuur. Het begrip "Friezen" had volgens hem sinds de Grote Volksverhuizing vooral een politieke inhoud, en niet zozeer een etnische. De bevolkingsgroei in deze periode bestond waarschijnlijk deels uit Angelen en Saksen - Angelsaksen of 'nieuwe Friezen'. Luit van der Tuuk spreekt van een 'bewoningsminimum' tussen 325 en 425, omdat de bevolking op z'n minst sterk gereduceerd werd. Er traden ingrijpende veranderingen op en er vond een culturele omslag plaats. Oorspronkelijke kustbewoners kunnen volgens Van der Tuuk zijn weggetrokken om politieke instabiliteit, misoogsten en pestepidemieën, maar vooral om toenemende wateroverlast. De zeespiegel was gestegen en het aantal stormvloeden nam toe. De bodem verziltte en het gebruik van de kwelders als landbouwgrond werd beperkt. De bevolking trok naar het binnenland of stak mogelijk de Noordzee over. Jos Bazelmans wijst er eveneens op dat archeologisch onderzoek heeft uitgewezen dat Noord-Nederland tussen de vierde en zevende eeuw grotendeels onbewoond is geweest. Bovendien zou de schaarse bevolking van het huidige Friesland in de periode na 425 (op basis van huisconstructie, begraafwijze en materiële vondsten) niet dezelfde te zijn geweest als in de eeuwen ervoor, maar immigranten uit het noordwesten van het huidige Duitsland, met name uit Sleeswijk-Holstein. Bodemvondsten bevestigen dit beeld. Zo wordt in de periode 100 tot 250 na Chr. zogenoemd "Fries aardewerk" aangetroffen in het noorden van Friesland, Texel, via Noord-Holland tot aan Katwijk, waarna er een vormverandering plaatsvond en het uiteindelijk verdween. De Duitse filoloog Elmar Seebold vermoedt dat een deel van de immigranten bestond uit Juten, een zijns inziens Saksische deelstam die oorspronkelijke het zuidwesten van Denemarken bewoonde.
Naar alle waarschijnlijkheid, is de term Friesland (Latijn: Frisia) een herintroductie van de Merovingische en later Karolingische koningen voor een gebied aan de noordgrens van hun rijk op basis van oudere Romeinse teksten. Sommige onderzoekers veronderstellen dat de nieuwkomers een elitegroep vormden, maar daar zijn geen aanwijzingen voor gevonden. Ook werd geopperd dat een bovenlaag van oorspronkelijke Friezen uit het 'geromaniseerde zuiden' terugkeerde naar oorspronkelijk woongebied. Dat zou de continuïteit van de naam van de Friezen kunnen verklaren. Toch is het waarschijnlijker dat nieuwkomers zich niet als Friezen beschouwden, maar dat het de Franken waren die op de oude benaming van de Friezen teruggrepen. Mogelijk heeft het ontstaan van een rivaliserend machtscentrum onder de Germaanse dux Radbodus tot groeiende Frankische belangstelling voor het kustgebied geleid en de naamvorming in de hand gewerkt. Het betreft hier waarschijnlijk dus geen inheemse naam, maar een exoniem dat door de bevolking werd overgenomen en zo tot een endoniem werd.
Het is onduidelijk wanneer de nieuwe bewoners van de Friese landen zichzelf Friezen zijn gaan noemen. De aanduiding komt al in 10e eeuw voor in de plaatsnaam Vreeswijk (Fresionouuic), later ook bij meerdere plaatsen in Vlaanderen. Aanvankelijk ging het om de bijnaam Friso, met als oudste voorbeeld de Vlaamse graaf Robrecht de Fries (1089) die bezittingen in de Friese kuststreek had. Scandinavische bronnen vermelden de 9e-eeuwse vikingenleider Ubbo Fresicus. Later werd de term ook in de betekenis van een volksnaam ('iemand uit Friesland') gebruikt. Het bijwoord ‘Fries’ wordt pas in 1278 voor het eerst in Middelnederlandse bronnen aangetroffen.

### Vroege middeleeuwen
De migratiegolf uit Noord-Duitsland en Denemarken lijkt het westelijke kustgebied van Nederland pas te hebben bereikt in de 6de eeuw na eerdere Frankische migratie uit het centrale rivierengebied waar ze waarschijnlijk een restbevolking tegenkwamen, resulterend in een culturele lappendeken met verschillende bevolkingsgroepen en een redelijk homogene bevolking in het onder de Nederlandse en Duitse waddeneilanden gelegen kustgebied. In de zevende eeuw vestigen de Friese kleinkoningen Aldgisl en Radboud een westelijke machtsbasis in het centrale rivierengebied. De Frankische expansie bracht de regionale krijgsheren van dit gebied, dat de Franken op basis van oudere Romeinse bronnen als "Frisia" aanduidden, in conflict met de Franken. Dit resulteerde in de Fries-Frankische oorlogen en uiteindelijk de kerstening van de heidense Friezen door vooral Frankische, Ierse en Angelsakische missionarissen. De inzet van de gewapende conflicten gedurende deze Fries-Frankische oorlogen betrof meestal de beheersing van de delta tussen Rijn en Maas. In dit deel van Frisia was bewoning geconcentreerd in de gouwen Maasland, Rijnland en Kennemerland. Nederzettingen lagen bij de riviermondingen en in de kuststrook op hoger gelegen strandwallen. In de 6e eeuw, toen de bevolking groeide, ontwikkelde zich hier een gelaagde samenleving.
In het jaar 734 veroverde Karel Martel het westelijke deel van het Friese Rijk. Daarbij sneuvelde Poppo, de vermoedelijke opvolger van Redbad, in de Slag aan de Boorne als de laatste "Koning van Frisia". In het jaar 785 onderwierp Karel de Grote het Noordzeegebied vanaf het huidige Groningen tot aan de Wezer. Onder het Frankische gezag werd op het eind van de 8e eeuw een lokale wetscode opgesteld: de Lex Frisionum, ofwel ‘Wet van Frisia / Friese wet’. Als de Lex Frisonum een waarheidsgetrouwe optekening van de lokale wetten en gewoontes betreft, wordt duidelijk dat de bewoning van Frisia in de 8e en 9e eeuw drie standen kende: edelingen (edele vrijen), frillingen (onedele vrijen) en letslachta (halfvrijen of horigen). Slaven werden niet als stand beschouwd, maar eenvoudig als eigendom. Beloningen, in de vorm van grond of soldij, waren onbekend. De maatschappij was een op mondelinge overlevering gebaseerde samenleving. Schrift had vrijwel geen praktische betekenis. Er waren geen documenten waarop transacties of wetten werden geschreven. De Lex Frisonum wijkt hierin niet of nauwelijks af van naburige Germaanse wetscodes uit dezelfde tijdsperiode.
De meest ingrijpende sociale verandering onder Frankische heerschappij is de kerstening van de streek. Voor het jaar 800 was het voornamelijk de lokale adel, die het nieuwe geloof aanhing; bij de gewone bevolking duurde dat proces beduidend langer.
Na de deling van het Frankische Rijk onder de erven van Karel de Grote hoorde het Friese gebied vanaf 843 tot het Middenrijk van Lotharius I. Na de nederlaag van Lotharius I werd het Middenrijk grotendeels, waaronder het gebied van het vroegere Friese rijk, een onderdeel van het Oost-Frankische Rijk, waaruit in de 10e eeuw het Heilige Roomse Rijk ontstond.

### Friese Vrijheid

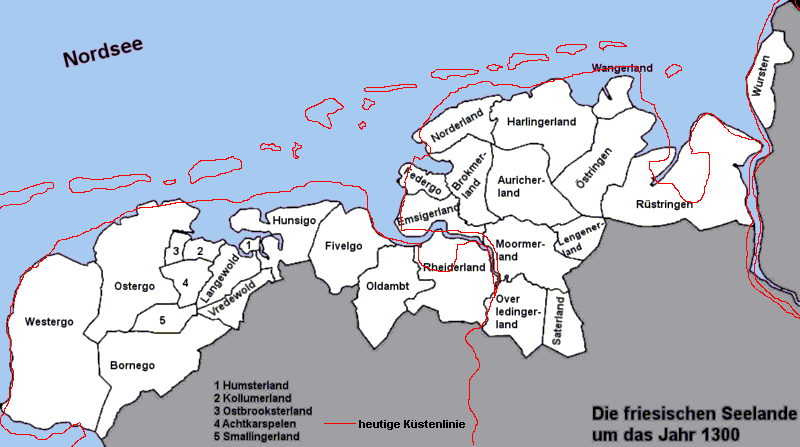
Gebied onder de "Friese Vrijheid" rond het jaar 1300.

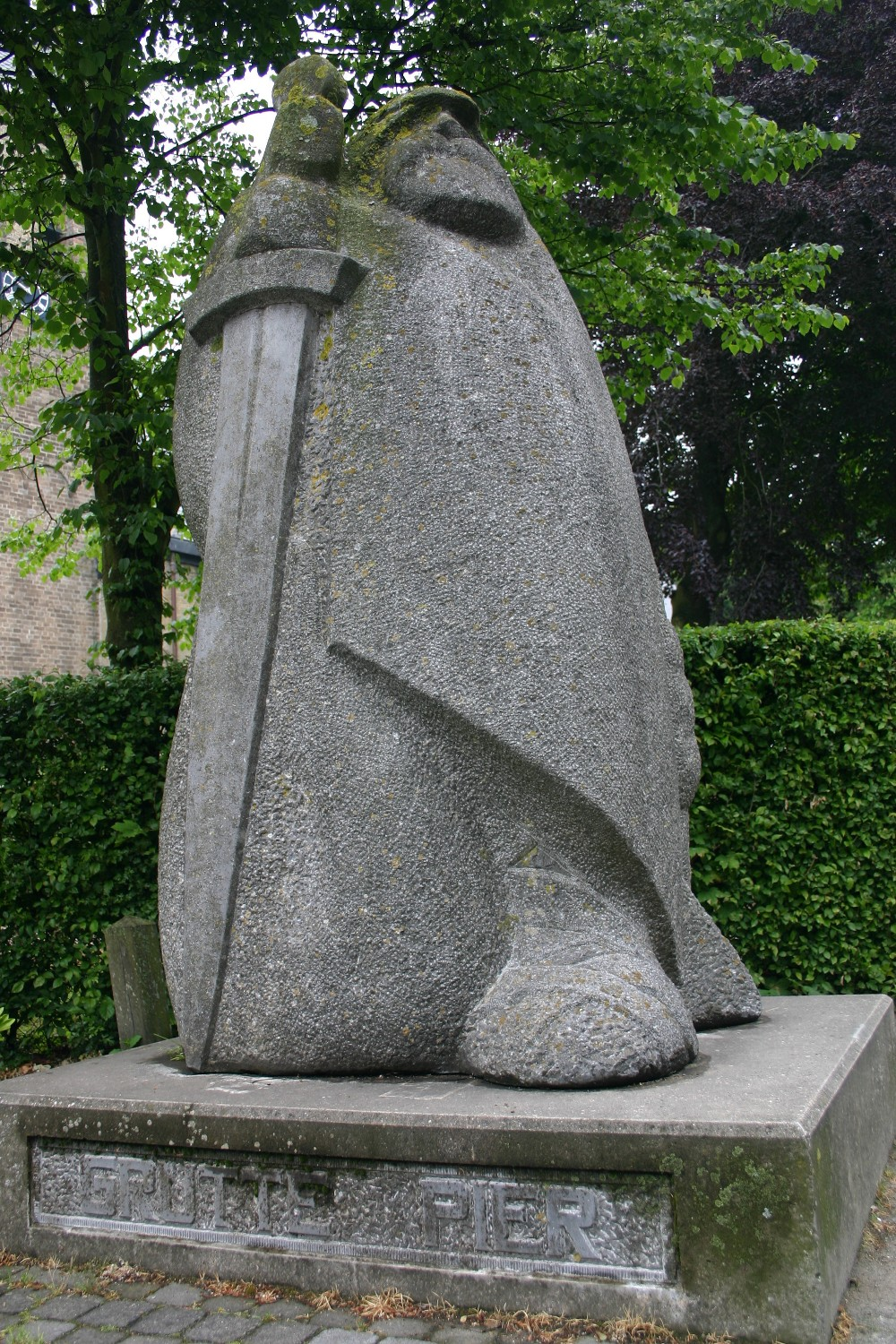
Standbeeld van Grote Pier in Kimswerd, uit 1985.

De politieke organisatie van het Friese gebied vertoont in de periode voor 1250 weinig verschillen ten opzichte van de overige gebieden binnen het Heilige Roomse Rijk of Frankrijk. Dit verandert met de periode die binnen de geschiedschrijving als Friese vrijheid bekend is geworden. In deze periode ontbrak het in Friesland aan effectief grafelijk gezag, wat resulteerde in een voor de middeleeuwen uitzonderlijke vorm van bestuur.
De Friese Vrijheid ontstond na de vorming van een machtsvacuüm. In de eerste helft van de 11e eeuw was Friesland het eigendom van de hertogen van Brunswijk. Nadat Hertog Egbert II van Meissen herhaaldelijk in opstand kwam tegen de Keizer, werd hem in 1088 Friesland ontnomen waarna de Keizer het gebied aan de bisschop van Utrecht verleende. De lokale adel verzette zich tegen deze beslissing en in 1099 werd de Utrechtse bisschop Koenraad van Zwaben vermoord. De hierna door keizer Hendrik IV aangestelde graaf, Hendrik van Northeim, werd in 1101 eveneens vermoord. Hierna ontstond de situatie waarbij zowel de graven van Holland als het Sticht Utrecht een claim op Friesland legden. In 1165 bepaalde keizer Barbarossa dat het Sticht en Graafschap Holland voortaan gezamenlijk tot de benoeming van de positie van graaf van Friesland zouden besluiten, waarbij het Sticht zich in de praktijk laat uitkopen door de Hollandse graven. De constructie werkt tot het overlijden van Floris IV van Holland in 1234, waarna een lange periode aanbreekt waarin de Hollandse graven geen effectief gezag uit kunnen oefenen over Friesland en diverse militaire expedities leiden om dit alsnog tot stand te brengen.
De politieke structuur van Friesland in deze periode werd gekenmerkt door hoofdmanschappen die over relatief kleine gemeenten het effectieve gezag vormden binnen de Friese gebieden en deze bestuurden. Voor grote politieke vraagstukken bestonden er regionale overlegorganen, zoals de Opstalsboom; hoewel in dit voorbeeld onduidelijk is in hoeverre deze landdagen een structureel onderdeel vormden binnen het bestuur van de gebieden binnen de Friese Vrijheid als geheel. Ondanks een homogene bestuursstructuur vormde het Friesland van de 14e eeuw geen eenheid tegen expansiedrift van de Hollandse graven. De interne politiek werd sinds 1325 gekenmerkt door het gewelddadige conflict tussen de Schieringers en Vetkopers. In 1345, kort na de dramatische dood van Willem IV van Holland, die tijdens een poging Friesland onder zijn gezag te brengen bij de Slag bij Warns in een hinderlaag werd gelokt en samen met het merendeel van zijn leger werd gedood, liepen de spanningen, verwoestingen en wetteloosheid dermate hoog op dat een deel van Oosterlauwers Friesland (de Ommelanden binnen de huidige provincie Groningen) de Friese Vrijheid afwierp en zich onder het gezag van de stad Groningen stelde. In 1401 onderwerpt Albrecht van Holland geheel Friesland aan zijn grafelijke gezag, maar interne Hollandse conflicten onder zijn opvolger Willem VI maakten dit weer ongedaan. Interne Friese conflicten leidden vervolgens tot twee perioden van onderlinge strijd. Het eerste conflict, ook wel de Grote Friese Oorlog (1413-1422) genoemd, was een voortzetting van de vetes tussen de Schieringers en Vetkopers. Het tweede conflict begint in 1498 met de Saksische Vete en loopt daarna over in de Gelderse Oorlogen. Friesland raakt hierbij uiteindelijk verdeeld tussen een Gelderse factie (waaronder Pier Gerlofs Donia) en aanhangers van de Habsburgers onder Karel V. 
De periode van de Friese Vrijheid eindigt formeel met de overdracht van de heerlijkheid Friesland aan Albrecht van Saksen in 1498 en de instelling van nieuwe bestuursorganen als het Hof van Friesland. Na een periode van burgeroorlog kwam het gewest in 1524 definitief in handen van Karel V en ging het deel uitmaken van het Habsburgse Rijk. De provincie nam deel aan de Nederlandse Opstand. De Staten van Friesland namen in 1576 de macht over en traden in 1579 toe tot de Unie van Utrecht. De opstand werd ervaren als herstel van de Friese Vrijheid, hoewel de macht feitelijk vooral in handen kwam te liggen van de adel en het stadspatriciaat.
Gedurende de periode van de Friese Vrijheid zijn verschillende pogingen ondernomen om de dubbelzinnige status van Friesland te legitimeren door terug te grijpen op vermeende vroegmiddeleeuwse privileges die reeds in de 9e eeuw aan de Friezen verleend zouden zijn. Zo werd de oorsprong en rechtsgeldigheid van de Friese Vrijheid vanaf de 12e eeuw onder meer teruggevoerd op Karel de Grote, maar hiervoor ontbreken eenduidige en betrouwbare schriftelijk bewijzen. Het grootste gedeelte van de Karelsmythe is terug te herleiden op een vervalste oorkonde uit de 14e eeuw. Volgens deze bron zou Karel de Grote aan de Friezen diverse privileges en rijksvrijheid hebben verleend als dank voor hun hulp bij het innemen van Rome en het bevrijden van een aldaar belegerde paus. Het betreft hier echter een in het Sticht Utrecht gefabriceerde vervalsing met de bedoeling de aanspraken van de graven van Holland op de Friese gebieden af te zwakken, die desalniettemin in de 15e eeuw diverse malen succesvol werd opgevoerd en tot de vergunning van een aanzienlijk aantal privileges leidde. De periode tussen 1250 en 1350 wordt doorgaans gezien als bloeitijd van de Friese Vrijheid, waarna de Friese gebieden in toenemende mate te maken krijgen met groeiende interne tegenstellingen, factionalisme, vetes tussen prominente adellijke families en territoriale ambities van naburige heerlijkheden, met name de graafschappen Holland en Oldenburg, het aartsbisdom Bremen-Hamburg, het hertogdom Sleeswijk, het koninkrijk Denemarken en aanvankelijk ook het stamhertogdom Saksen. In deze roerige tijd, raakte het gebied dat zich grotendeels wist te onttrekken aan het gezag van landsheren steeds verder gefragmenteerd:
- De Ommelanden, voorheen een onderdeel van Oosterlauwers Friesland, voegden zich in 1345 bij de stad Groningen in de hoop een einde te maken aan de wetteloosheid die dit gebied teisterde in het kielzog van het conflict tussen de Schieringers en Vetkopers.
- In Oost-Friesland slaagde de lokale hoofdelingen-familie Cirksena erin haar machtspositie dusdanig te versterken, dat zij in 1464 de titel van Graaf van Oost-Friesland claimde, wat het einde van de Friese Vrijheid in deze streek betekende.
- In 1524 erkenden de Friese Staten Karel V, die na 1515 de rechtsaanspraken van de Hollandse graven op Westerlauwers Friesland (ruwweg de huidige provincie Friesland) weer was gaan activeren, na de conclusie van de Gelderse Oorlogen als landsheer.

Hoewel de bevolking binnen het gebied van de Friese Vrijheid zeker niet volledig Friestalig was, heeft het (wat?) evenwel een grote invloed gehad op de vorming van de latere Friese identiteit. Al in late zestiende en vroege zeventiende eeuw, bijvoorbeeld in het werk van Ubbo Emmius, werden overeenkomsten gevonden in het verzet van de Friese adel tegen het grafelijke gezag en de eigentijdse onafhankelijkheidsstrijd tegen de Spaanse koning en tussen de Friese Vrijheid en de latere positie van de Republiek der Verenigde Nederlanden als een van de weinige Europese staten zonder vorst.
Met het ontstaan van de Nederlandse eenheidsstaat in de negentiende eeuw echter, vormde het historische verzet tegen het graafschap Holland een inspiratiebron voor regionale trots en een historische parallel met de toenmalige pogingen om de eigenheid van Friesland, in een periode van sterke centralisering vanuit de Nederlandse staat, te behouden. De 19e-eeuwse historici hadden de neiging om de Friese Vrijheid te romantiseren en deze voor te stellen als een prerevolutionaire standenloze maatschappij van vrije boeren met een bijbehorende ideologie van onafhankelijkheid en individuele vrijheden. Dit beeld door diverse latere onderzoekers ontkracht. Zo stelde Hendrik Algra dat de Friese hoofdelingen in feite een alternatieve adel vormde en betoogde Jurjen Schuur dat er binnen de Friese Vrijheid wel degelijk vormen van horigheid bestonden. Van een verregaande sociale gelijkheid was geen sprake. Bekende Friese slagzinnen als ‘leaver dea as slaef’ (vaak gebruikt in relatie tot de Slag bij Warns) en ‘Friezen knibbelje allinne foar God’ en het sjibbolet ‘Bûter, brea en griene tsiis’ dat verbonden wordt met Pier Gerlofs Donia stammen in werkelijkheid allen uit de 19e-eeuwse nationalistische geschiedschrijving, maar geven desondanks het toen veronderstelde belang en vormende aspect van de periode weer.

### Vorming van de moderne Friese identiteit
De Friese identiteit is in zijn moderne vorm is een product van de 19e eeuw. Waar het Friese zelfbewustzijn in eerdere eeuwen een functie binnen het publieke en politieke bestel vervulde, werd het na 1800 veel sterker in verband gebracht met het nieuw opgekomen begrip 'volk', dat in de Romantiek aan populariteit won. De vorming van de Friese identiteit was geen ontwikkeling van onderop, maar werd geïnitieerd door hogere lagen van de bevolking in Friesland (de adel en het patriciaat). Via enkele vaak exclusieve verenigingen en sociëteiten (waaronder het Fries Genootschap) werd het profiel van de Friezen in het kielzog van de toenemende centralisatie binnen het Koninkrijk der Nederlanden aangescherpt. Hoewel een deel van deze provinciale elite de Friese taal niet machtig was, zagen deze genootschappen (doorgaans te omschrijven als een kruising tussen een herensociëteit en een heemkundekring) zichzelf als vertegenwoordigers van de Friese bevolking binnen de nieuwe natiestaat. Leden van deze verenigingen en individuele schrijvers brachten diverse publicaties uit, waarin zij de Friese plattelandscultuur en het volkskarakter niet alleen beschreven, maar ook sterk idealiseerden. Typerend voor dergelijke publicaties was het geschetste oorzakelijke verband tussen de vermeende volksaard van de Friezen en het Friese landschap. Zo schreef de doopsgezinde predikant en taalgeleerde Joost Hiddes Halbertsma in het midden van de 19e eeuw het volgende:
De Fries van de klei zal op deze hooge gronden nooit geheel aarden. Hij is een man van het water en het vlakke land zonder boomen. Zijn oog moet even vrij zijn als zijn wil en handelingen. Omgekeerd is de Fries van de woudstreek al even weinig thuis in de vette bouw- en weilanden, terwijl de Frisco-Sas innerlijken weerstand moet overwinnen als hij zich vestigt in de kleistreek.— J.H. Halbertsma, Over het volkskarakter der Friezen (1842)
Beschrijvingen als deze passen in een breder patroon van publicaties over de lokale en regionale eigenheid, die in Nederland gedurende de tweede helft van de 19de en eerste helft van de 20e eeuw populair waren. Herkenbare regionale stereotypen als die van de ‘zuinige Zeeuwen’, ‘bourgondische Brabanders’, ‘botte Hollanders’ en ‘nuchtere Groningers’, vonden in deze periode ingang.
Gedurende de eerste helft van de 19e eeuw stelden de verschillende cultuurgenootschappen zich ten doel het bewustzijn van de Friese geschiedenis onder de bevolking te vergroten. Men vreesde namelijk dat de specifieke aspecten van de Friese geschiedenis in de nieuwe, nationale geschiedschrijving verloren zouden gaan. Pas na 1848 kwam de nadruk bij de vorming van de Friese identiteit in toenemende mate op de Friese taal te liggen. In dezelfde periode werden de Friese identiteit en eigenheid steeds vaker tegen die van andere landstreken (met name ‘Holland’ en ‘Den Haag’, maar ook Groningen) afgezet. Deze vernieuwde stroming wordt vaak samengevat onder de noemer Friese Beweging. Hij heeft een grote invloed gehad op de vorming van de huidige Friese identiteit.
Het aanzien van de Friese taal onder academici en het besef dat het Fries een zelfstandige taal vormde, werden in deze tijd versterkt door het feit dat enkele pioniers op het gebied van de (West-)Germaanse taalkunde, zoals Halbertsma en Johan Winkler, van Friese afkomst waren.
Eveneens is Winkler de persoon achter de tot in de 20e eeuw gebruikelijke, maar inmiddels achterhaalde indeling van de Nederlandse bevolking (en indirect de Nederlandse dialecten) in Friezen, Franken en Saksen, waarbij hij de Friezen duidelijk als meer inheems en de Franken en Saksen als laatkomers op het Nederlandse toneel positioneerde. Invloedrijk was verder de autodidact Waling Dykstra, die de redactie voerde van het Friesch woordenboek (voltooid in 1911) en in 1892/96 een tweedelige bundel over folklore en volksverhalen in Friesland publiceerde,
In de vroege 20e eeuw begonnen verschillende historici, onder aanvoering van Johan Huizinga, de eerdere geschiedschrijvingen te ontdoen van romantische en nationalistische ondertonen. Dit zorgde voor een duidelijke bekoeling van nationalistische sentimenten in Friesland, hetgeen werd versterkt doordat Nederlandse staat niet vijandig tegenover het gebruik van de Friese taal stond. Dit in tegenstelling bijvoorbeeld tot België, waar de gelijke behandeling van het Nederlands ten opzichte van het Frans van hogerhand werd tegengewerkt. Sinds de tweede helft van de 20e eeuw heeft de Friese identiteit zich ontwikkeld tot een van de sterkere en meer uitgesproken regionale identiteiten in Nederland. De beheersing van de Friese taal, sinds 1970 erkend als de tweede rijkstaal, vormt hierbij voor veel Friezen de bepalende factor in iemands Fries-zijn.

## Identiteit
De mate waarin Friestaligen zich identificeren als Friezen is per regio verschillend. Over het algemeen is de Friese identiteit in Nederland meer uitgesproken dan die van de sprekers van het Saterfries en Noordfries in Duitsland. Het vormen van één natie of volk is geen breedgedragen sentiment onder de sprekers van de drie Friese talen.
In Nederland heeft het Fries een status aparte, maar Friestaligen worden er niet als zelfstandige etniciteit of nationale minderheid geregistreerd. Officiële cijfers met betrekking tot het aantal Friezen of mensen die zichzelf als Fries identificeren zijn dan ook niet voorhanden. Op basis van zelf-gerapporteerde beheersing van het Fries kan gesteld worden dat in 2019 93% van alle inwoners van de provincie Friesland het Fries ‘vrij aardig’ tot ‘zeer goed’ zeiden te verstaan. De groep die aangeeft het Fries ‘zeer goed’ te spreken telde ongeveer 415.000 mensen, 64% van de ondervraagden. Meer dan de helft van de ondervraagden meende het Fries 'goed tot zeer goed' te kunnen lezen. In een onderzoek uit 2016 van het Fries Sociaal Planbureau gaf iets minder dan driekwart van de ondervraagden aan dat er een Friese identiteit bestond, waarbij de Elfstedentocht, het Friese landschap en de Friese taal als belangrijkste onderdelen werden gezien.

### Politiek en internationale samenwerking

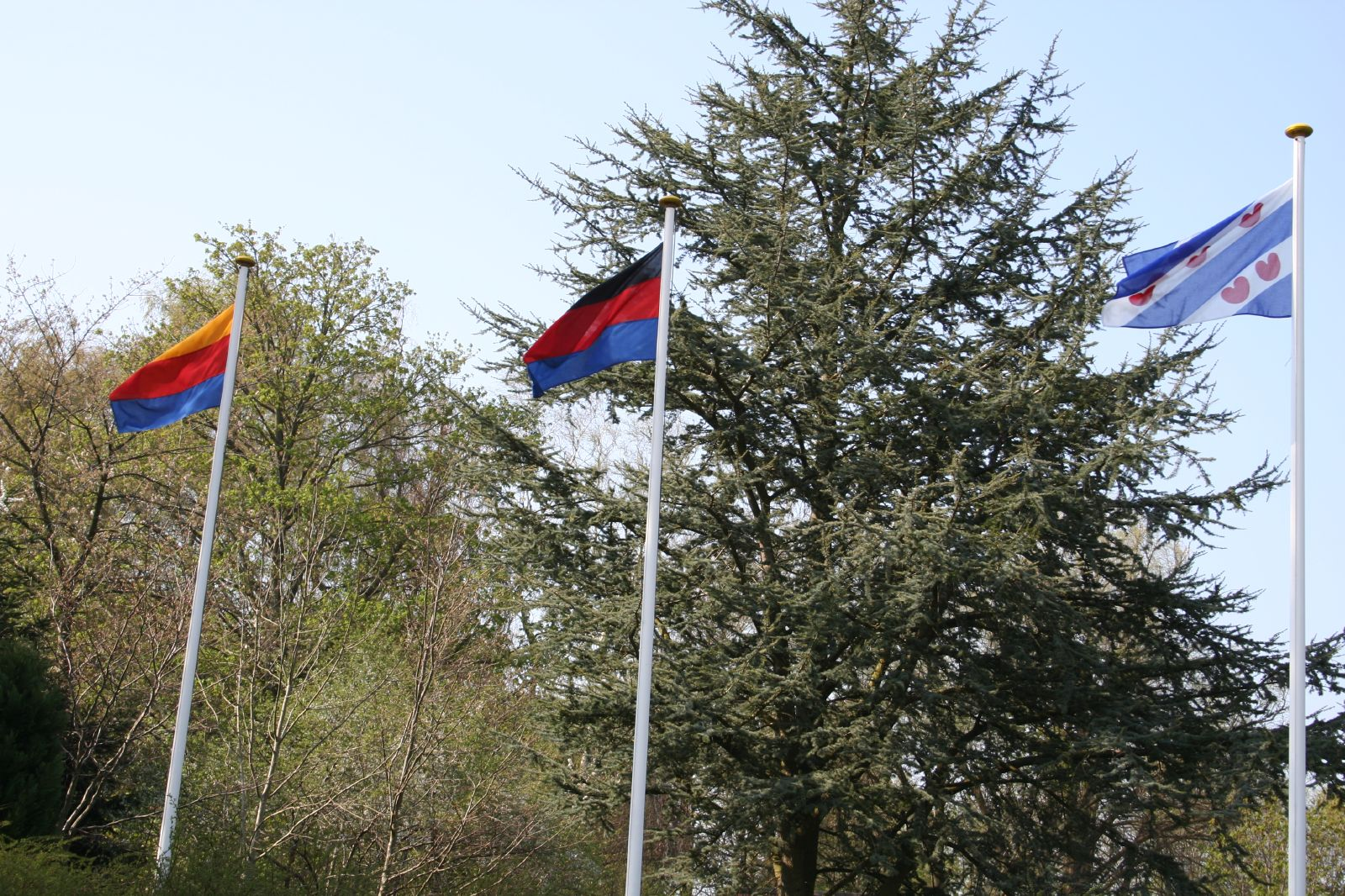
Friese vlaggen bij het Interfriese Congres van 2006

In Nederland zijn Friestaligen de enige erkende nationale minderheid. Op politiek gebied bedient de in 1962 opgerichte Friese Nationale Partij zich van een sterk regionaal georiënteerd platform. In tegenstelling tot wat de naam zou kunnen suggereren is de Friese Nationale Partij niet voor een onafhankelijk Friesland, noch richten zij zich in hun streven naar het behouden en versterken van de Friese identiteit enkel op Friestaligen, maar op alle inwoners van de provincie Friesland. Naast deze partij deed de in 2006 opgerichte en in 2011 weer opgeheven partij DeFriezen mee aan de verkiezingen in de provincie Friesland.De Friese Nationale Partij heeft bezet in de meeste gemeenten raadszetels en levert in sommige gemeenten ook wethouders. Daarnaast is er één FNP-burgemeester, terwijl de partij tevens deelneemt aan het College van Gedeputeerde Staten.
Verschillende organisaties uit de Provincie Friesland vormen samen de Friese delegatie voor de Fryske Rie, een in 1956 opgericht samenwerkingsverband van diverse politieke en culturele instellingen uit Friesland, Oost-Friesland en het Noord-Friesland. De drie secties zijn samen vertegenwoordigd in de Interfriese Raad, een samenwerkingsorgaan van de drie Friestalige gebieden, die zich met name inzet voor culturele uitwisselingen. De Nederlandse delegatie van de Fryske Rie bestaat onder meer uit de LTO Noord, de Friese Raad van Kerken, de Friese Kamers van Koophandel, de Vereniging van Friese Gemeenten en de Fryske Akademy.

### Taal en cultuur
De wetenschap die zich bezigt met de Friese talen en cultuur, wordt de frisistiek genoemd. De moderne Friese talen zijn:
- Westlauwers Fries (in Nederland doorgaans enkel ‘Fries’ genoemd, ongeveer 415.000 sprekers)
- Saterfries (ongeveer 1.500 tot 2.500 sprekers)
- Noord-Fries (ongeveer 1.000 tot 3.000 sprekers)

De moderne Friese dialecten zijn ontstaan uit een aantal West-Germaanse taalvariëteiten, die deel hebben genomen aan de zogeheten nasaalspirantenwet. Bij deze klankverschuiving, ten opzichte van het Laat-Germaans/Zuid-Germaans, verdwijnt de medeklinker (specifiek een fricatief of nasaal) op het moment dat een voorgaande klinker wordt verlengd. Een concreet voorbeeld hiervan is het Nederlandse ‘ons’ en Duitse ‘uns’ ten opzichte van het Friese ‘ús’ en het Engelse ‘us’. Deze klankkenmerken (ook wel Noordzeegermanismen, Ingveonismen of Anglo-Friesismen genoemd) zijn niet enkel typerend voor het Fries en Engels, maar komen ook in het Nederlands en Nedersaksisch voor, zij het in veel minder sterke mate. Veruit de meeste Ingveonismen zijn echter beperkt tot het Fries en Engels. In grammaticaal opzicht vertoond het Fries overeenkomsten met de omliggende Nederlandse en Nedersaksische dialecten, zoals Gronings en Oostfries, waar een Friese substraat in terug te vinden is. Bij het Saterlands en Noord-Fries is er geen sprake van een duidelijk overgangsdialect, maar bestaat wel een zekere mate van wederzijdse verstaanbaarheid tussen de Friese en omliggende Nedersaksische taalvormen, hetgeen ook tussen het Gronings en Fries het geval is.
De Nederlandse staat heeft het Standaardfries in 1956 als tweede rijkstaal erkend. Als autochtone minderheidstaal geniet de taal bescherming onder het Europees Handvest voor regionale talen of talen van minderheden. Ook is het Fries, naast het Nederlands, officiële taal in de provincie Friesland. Fries is in het basisonderwijs een verplicht lesvak, hoewel aan scholen ontheffing kan worden verleend. De prestatienormen en eindtermen voor het vak 'Fries' zijn vrijgelaten, zodat de onderwijsinspectie er geen controle op uitoefent.

#### Verdwijnen van historische Friese taalgebieden
Vanaf ruwweg de hoge middeleeuwen heeft er een significante terugdringing plaatsgevonden van het taalgebied van het Fries in de brede zin, met name in de periode van de 16e en 17e eeuw. In Oost-Friesland en de Noord-Friese eilanden is de invloed van de Hanze, met daarbinnen het Nedersaksisch als voer- en handelstaal, al vroeg duidelijk merkbaar. Na de Reformatie neemt het Duits, als taal van de protestante kerk in Sleeswijk-Holstein, de rol van cultuurtaal over. In het calvinistische Oost-Friesland neemt aanvankelijk het Nederlands de rol van cultuurtaal over, maar Nederlands legt het, na de Duitse eenwording 1871 definitief af ten opzichte van het Duits. Het Oostfries Plat, een Nedersaksisch dialect, heeft elementen behouden van de vroegere Friese taalvariant die in het gebied gesproken werd. Deze taalvariant is bepalend voor de identiteit van de Oost-Friezen. Ook het grootste deel van de huidige provincie Groningen was oorspronkelijk Friestalig, maar de bevolking nam sinds het einde van de 14e eeuw in groeiende mate het Nedersaksische dialect van de stad Groningen over, die de omringende Ommelanden beheerste. Een soortgelijk patroon deed zich voor in de provincie Friesland. Daar ontstond in de grotere steden een Nederlands-Fries mengdialect, het zogeheten Stadfries, dat uiteindelijk het oorspronkelijke Fries verdrong. Eeuwenlang was het Nederlands de taal van de kerk en de overheid, terwijl het Fries vooral op het platteland en binnen de huiselijke sfeer de gesproken taal was. Naast het gebruik in erediensten, was het Nederlands in geheel Friesland tot 1956 de enige ambtelijk erkende taal.
Na de Tweede Wereldoorlog maakte de Friestaligheid van de plattelandsbevolking steeds meer plaats voor tweetaligheid en werd het Nederlands de algemene omgangstaal. De omvangrijke immigratie van niet-Friestaligen en de vestiging van stedelingen op het platteland speelden daarbij een belangrijke rol.

### Volksverhalen
Friese volksverhalen zijn vertellingen uit of over Friesland die voor langere of kortere tijd mondeling tussen (groepen) mensen circuleren, zoals sagen, legenden, moppen, kwispels, exempelen en het broodjeaapverhaal. Veel materiaal is verzameld door Ype Poortinga en door de volkskundige Jurjen van der Kooi.

## Trivia
- Volgens de renaissancistische oorsprongsmythe van Suffridus Petrus (1527-1597) stamden de Friezen van koning Friso, de zoon van de Indiase koning Adel, een afstammeling van Noach. Pier Winsemius (1586-1644) nam het verhaal daarna op in zijn Chronique ofte historische geschiedenis van Vrieslant. Deze, op basis van verzonnen kronieken en apocriefe verhalen samengestelde, mythe werd echter reeds in de 17e eeuw door de Friese historicus Ubbo Emmius verworpen en afgedaan als een compleet verzinsel en binnen de moderne geschiedschrijving wordt het verhaal van Suffridus Petrus eveneens als onzinnig beschouwd.[62][63]